# City-Bus (Luxembourg)
Pour les articles homonymes, voir Citybus.
Au Luxembourg, le terme City-Bus est une appellation générique désignant des réseaux de transport en commun mis en place par les communes et ne desservant que le territoire de celles-ci, sauf exception. Le mode d'exploitation varie d'une commune à l'autre, certaines communes appliquant un système d'horaires fixes tandis que d'autres utilisent un système de transport à la demande.
Les lignes intégrées au réseau TICE appliquent la gratuité nationale au 29 février 2020, les « City-Bus » non financés par l'État ne sont pas concernés par cette mesure et conservent leurs dispositions tarifaires spécifiques.

## Notion juridique
L'État, au travers du ministère de la Mobilité et des Travaux publics, n'intervient pas dans l'organisation des services de transport public locaux lorsqu'ils sont restreints au territoire d'une seule commune, dans le respect de l'autonomie communale et en vertu de l'article 2 de la loi du 12 juin 1965 sur les transports routiers.

## Liste des réseaux

### Horaires fixes

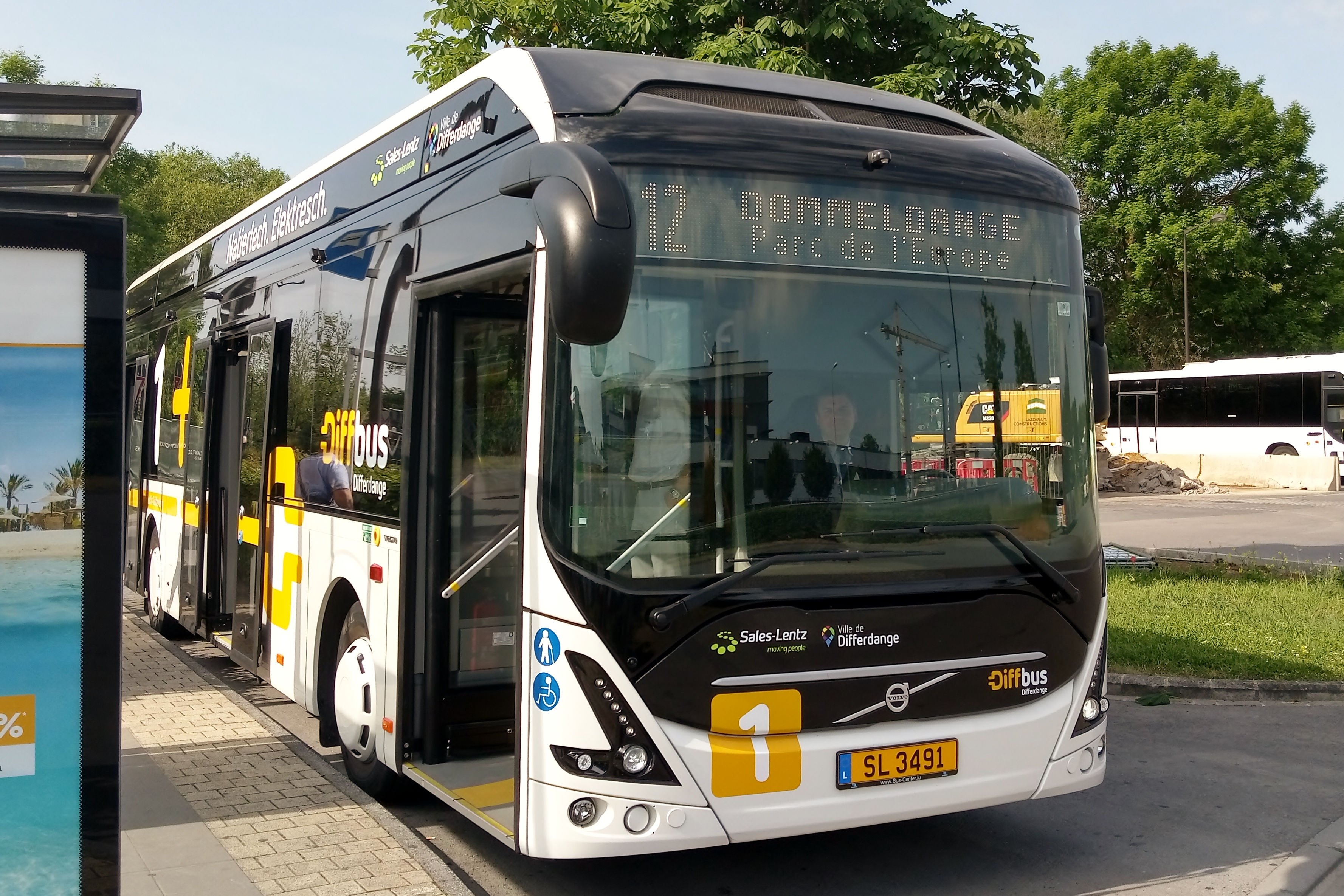
Le Volvo 7900 électrique de la ligne 1 du réseau Diffbus, ici prêté au réseau des autobus de la ville de Luxembourg.

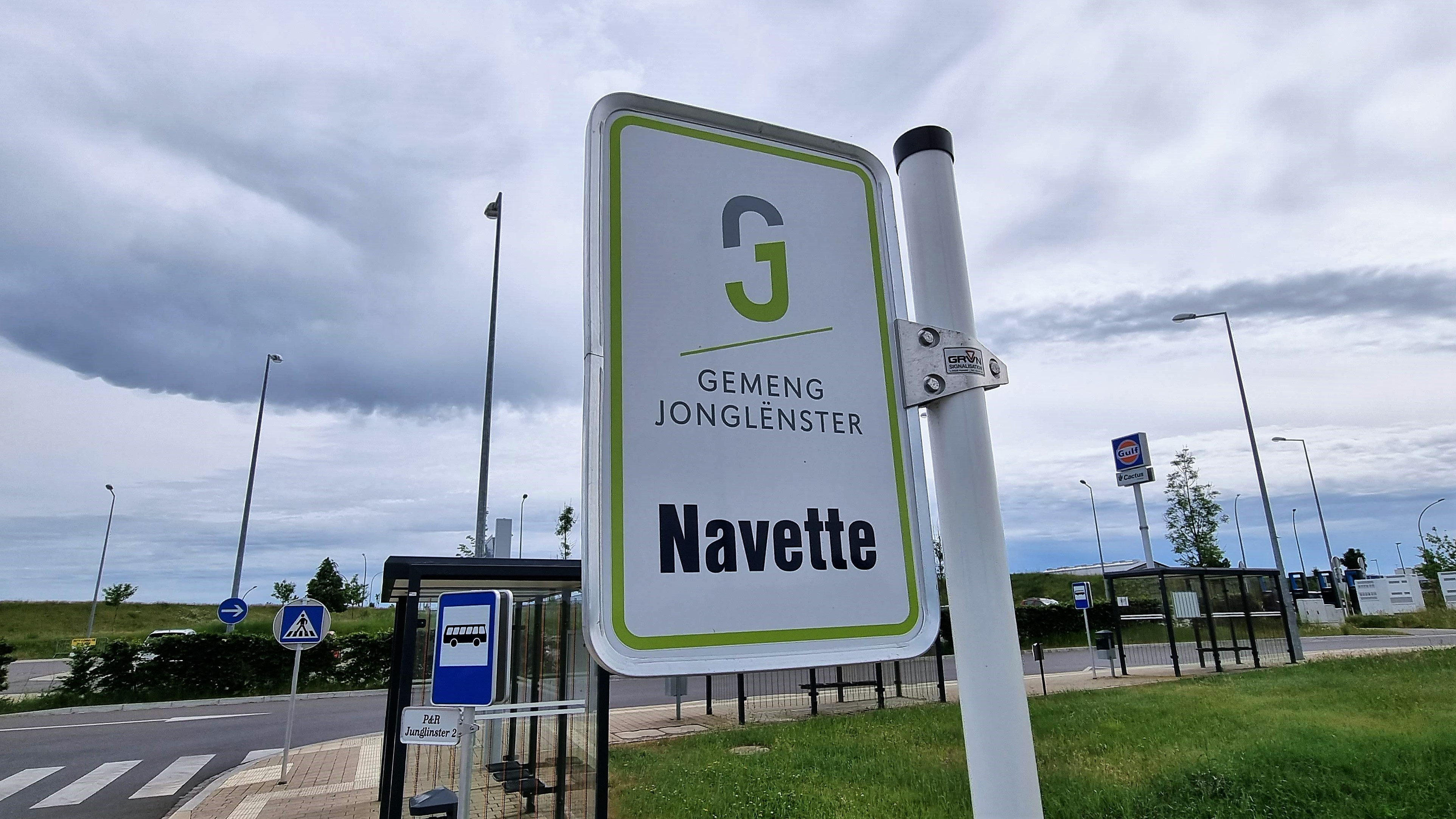
Poteau d'arrêt de la navette de Junglinster.

Certains City-Bus sont évoqués sur des articles dédiés ou sont intégrés à des réseaux faisant partie de ceux coordonnés par l'État :
- Differdange : voir l'article détaillé Diffbus ;
- Dudelange : le service est majoritairement constitué par les lignes 8, 9 et 10 du réseau TICE ;
- Esch-sur-Alzette : le service est constitué par les lignes 7 et 12 du réseau TICE ;
- Wiltz : voir l'article détaillé City-Bus Wiltz.

Pour les autres services :
| Nom                                                | Commune          | Date de début                      | Exploitant           | Commentaires |
| -------------------------------------------------- | ---------------- | ---------------------------------- | -------------------- | --- |
| Loui Express                                       | Diekirch         | 1er octobre 2020                   | Voyages Schiltz      | Deux lignes (1 et 2) |
| Bus Champs-Vallée ou DudBus 1 (selon les supports) | Dudelange        | —                                  | Émile Weber          | Navette desservant le secteur des rues des Champs et de la Vallée |
| Citybus & Citynavette                              | Echternach       | octobre 2018 (pour la Citynavette) | Bollig               | La ville possède deux lignes |
| Gaalgebus                                          | Esch-sur-Alzette | 7 avril 2017                       | Sales-Lentz          | Navette entre la gare d'Esch-sur-Alzette et le parc du Gaalgebierg |
| City-Bus Ettelbruck                                | Ettelbruck       | 1er juin 1996                      | Voyages Wagener      | Lignes 1 « Moor » et 2 « Loppert ». |
| Hesper Citybus                                     | Hesperange       | 23 mai 2023                        | Émile Weber          | Deux circuits à Alzingen, un à Fentange. |
| Laangwiss Navette                                  | Junglinster      | 1er juin 2021                      | Voyages Josy Clement | [ 16 ] |
| City-Bus Mertert-Wasserbillig                      | Mertert          | —                                  | —                    | [ 17 ] |
| Citybus Nidderaanwen                               | Niederanven      | 1er mai 2025                       | Émile Weber          | Une boucle desservie dans les deux sens (1 et 2) circulant tous les jours et assurant une connexion entre les arrêts stratégiques de la commune avec notamment le tramway et l'aérogare |
| Navette de Remich                                  | Remich           | —                                  | —                    | [ 19 ] |

### Transport à la demande
Ces services sur réservation se sont progressivement déployés depuis le début des années 2000, aussi bien dans les communes rurales que dans les zones urbaines.
| Nom                         | Commune                         | Date de début     | Exploitant            | Commentaires |
| --------------------------- | ------------------------------- | ----------------- | --------------------- | --- |
| BetzBus                     | Betzdorf                        | 2023              | Émile-Weber           | — |
| Ruffbus Dinola              | Differdange                     | septembre 2020    | Émile-Weber           | En complément du réseau Diffbus.                                                                                                   |
| Flexbus Dudelange           | Dudelange                       | —                 | Voyages Vandivinit    | Service destiné aux 60 ans et plus. Nommé Flexibus jusqu'en 2023 et exploité par Sales-Lentz.                                      |
| Flexibus « Neiduerf »       | Esch-sur-Alzette                | 15 janvier 2011   | Sales-Lentz           | Ce service a remplacé une ligne régulière du TICE.                                                                                 |
| Escher PlusBus              | Esch-sur-Alzette                | 2021              | Émile-Weber           | Service destiné aux 65 ans et plus, aux personnes handicapées ou aux femmes enceintes.                                             |
| Flexibus Mersch             | Mersch                          | septembre 2005,   | Sales-Lentz           | — |
| Ruffbus Reckeng-Leideleng   | Reckange-sur-Mess et Leudelange | 1er octobre 2024  | Voyages Vandivinit    | A remplacé le Messbus lancé le 2 juillet 2018.                                                                                     |
| Flexibus Roeser             | Roeser                          | —                 | Sales-Lentz           | — |
| Flexibus Rumelange          | Rumelange                       | —                 | Sales-Lentz           | — |
| Ruff Bus                    | Sanem                           | —                 | Sales-Lentz           | — |
| Conti Bus                   | Contern                         | —                 | Sales-Lentz           | — |
| Walfy Flexibus              | Walferdange                     | 2006              | Sales-Lentz           | A remplacé le réseau régulier Walfy Citybus créé en 2003.                                                                          |
| Ruffbus Syrdall             | Niederanven et Schuttrange      | 1er mars 2022     | Émile-Weber           | Le service est prolongé jusqu'à 1 h les vendredis et samedis soirs ; fusion en 2022 des anciens services propres à chaque commune. |
| Maacher CityBus             | Grevenmacher                    | 1er juin 2017     | Émile-Weber           | Le service est sur réservation depuis le 17 décembre 2018.                                                                         |
| Flaxbus                     | Flaxweiler                      | 2 mai 2019        | Émile-Weber           | — |
| Mobus                       | Mondercange                     | 20 septembre 2014 | Émile-Weber           | — |
| Mäi Ruffbus Lennéng         | Lenningen                       | —                 | Émile-Weber           | — |
| Lëntgen Express             | Lintgen                         | —                 | Émile-Weber           | — |
| Frisibus                    | Frisange                        | 1er mars 2017     | Émile-Weber           | — |
| Ruffbus Mamer               | Mamer                           | —                 | Émile-Weber           | — |
| Ruffbus Manternach          | Manternach                      | —                 | Émile-Weber           | — |
| Riesling Express            | Wormeldange                     | —                 | Émile-Weber           | — |
| Ruffbus Steesel             | Steinsel                        | —                 | Émile-Weber           | A remplacé le précédent service exploité par Voyages Ecker.                                                                        |
| Eisen e-Bus                 | Bettembourg                     | juillet 2020      | Voyages Vandivinit    | A remplacé le Flexibus lancé en 2012 et assuré par Sales-Lentz                                                                     |
| Mondi Bus                   | Mondorf-les-Bains               | —                 | Voyages Vandivinit    | Le service est sur réservation depuis le 1er septembre 2020.                                                                       |
| P-Bus                       | Pétange                         | —                 | Sales-Lentz           | Service réservé aux plus de 65 ans, aux personnes handicapées ou aux femmes enceintes.                                             |
| Bus@Stroossen               | Strassen                        | —                 | Demy Schandeler       | — |
| Ruffbus Berti               | Bertrange                       | 2 novembre 2020   | —                     | — |
| Flexibus Hesperange         | Hesperange                      | —                 | —                     | — |
| City-Bus Junglinster        | Junglinster                     | —                 | —                     | — |
| Mini-Bu                     | Kayl                            | 2008              | Voyages Siedler-Thill | — |
| Schengi                     | Schengen                        | —                 | Voyages Vandivinit    | — |
| Ruff Bus / Bus sur commande | Schifflange                     | —                 | —                     | — |
| Proxibus                    | Garnich, Koerich et Steinfort   | —                 | Demy Schandeler       | — |

Entre 2008 et 2010, le canton de Capellen a été desservi par un service « Ruffbus » expérimental, dans le but de développer le transport à la demande au niveau national en complément du réseau régulier ; faute de fréquentation, il n'a pas été reconduit après la période d'essai.